# Regne de Kasanje
El regne de Kasanje també conegut com a regne Jaga, (1620–1910) va ser un estat precolonial d'Àfrica central. Va ser format en 1620 per una banda mercenària d'imbangala, que havia abandonat els rangs de Portugal. L'estat rep el seu nom del líder de la banda, Kasanje, nebot del cap lunda Kingouri a la fi de l'any 1613 que va establir els seus seguidors al riu Cuango superior. El poble Kasanje va ser governat pel Jaga, un rei que va ser escollit entre els tres clans que van fundar el regne.
En 1680 el viatjant portuguès António de Oliveira de Cadornega va estimar que el regne tenia 300.000 habitants, de les quals 100.000 podien empunyar armes. No obstant això, s'assenyala que aquesta afirmació pot ser exagerada. El regne de Kasanje va romandre en un estat constant de conflicte amb els seus veïns, especialment el regne de Matamba, regit per la reina Nzinga Mbande. L'estat Imbangala es va convertir en un fort centre comercial fins a ser eclipsat per les rutes comercials ovimbundu en els anys 1850. Kasanje va ser finalment incorporat a l'Angola portuguesa el 1910-1911.

## Ubicació
Kasanje està situat a la part alta del riu Kwango en l'actual Angola.